# Quarto (croiseur)
Le Quarto est le premier véritable croiseur éclaireur (en italien : esploratore) de la Regia Marina, comme un modèle d'évolution des précédents croiseurs légers. Il a été créé en 1909 comme un cuirassé de 4e classe (selon la classification de l'époque) mais reclassé esploratore dès sa mise en service. En 1938, il sera reclassé en croiseur léger, avant sa radiation.

## Caractéristiques

### Super-structure
En 1908, la Regia Marina a demandé la construction d'un prototype de navire plus léger, peu protégé, mais très rapide et bien armé, qui pourrait effectuer les mêmes missions que les scout cruisers de la marine britannique. Une première tentative a été faite précédemment avec les croiseurs légers de la classe Agordat, dont les résultats ont été globalement très décevants en raison du manque de vélocité des moteurs à pistons et les caractéristiques générales de conception. 

Le nouveau projet a été élaboré par le Genio Navale Giulio Truccone et la construction confiée à l'Arsenal royal de Venise. La coque est longue et effilée, avec un franc-bord relativement élevé, avec un long pont étroit et un kiosque se prolongeant sur l'arrière. 
La ligne du navire, suffisamment stable, devait lui assurer une vitesse suffisante. Les moteurs alternatifs au charbon furent abandonnés pour des turbines à vapeur de type Parsons alimentées par dix chaudières à mazout.
Le groupe motopropulseur entraîne quatre axes avec des hélices tripales en bronze de 2,1 m de diamètre.

### Armement
L'autre priorité du projet était l'armement, composé de six canons de 120 mm et six canons de 76 mm. Le calibre choisi fut celui de 50, calibre supérieur aux unités austro-hongroises. Deux tubes lance-torpilles de 450 mm complétaient cet armement. L'armement anti-aérien fut jugé superflu lors de la conception.
Pendant une brève période (1926-1927), un hydravion de reconnaissance Macchi 18AR servit sur ce bâtiment. 
L'armement anti-aérien n'a été installé qu'aux travaux majeurs de 1936 : quatre des six canons de 76 mm ont été échangés par deux mitrailleuses jumelles de 13,2 mm et deux de 6,5 mm. Les 2 tubes lance-torpilles ont été installés sur le pont pour une meilleure maniabilité. 
Malgré une bonne technicité de conception, le Quarto n'a pu offrir une supériorité opérationnelle, durant ces années, sur les croiseurs légers des autres pays.

## Service
Le Quarto est entré en service le 11 mai 1912. Il était initialement prévu pour des missions limitées à l'Adriatique et la mer Ionienne. Au cours de cette période il a été lourdement endommagé par un incendie et a nécessité des réparations. Le 3 mai 1914, à Gênes, il a reçu son drapeau de bataille. 
Au cours de la Première Guerre mondiale, le Quarto a opéré 54 missions de combat (dont presque aucune en tête à tête contre les unités navales ennemies) et 9 missions d'escorte pour un total de 1336 heures de navigation. 
Au cours de la période d'entre les deux guerres mondiales, il a été navire-amiral de la 2e Division de torpilleurs, et a effectué de nombreuses missions à l'étranger, en Chine et en mer Rouge. 

En 1936, il retourne en Italie pour être soumis à une refonte d'armement. Il a ensuite participé à des activités de soutien pendant la guerre civile espagnole. En 1938, il a été reclassé croiseur léger. En août de la même année, un accident grave dans la chaufferie a terminé sa carrière opérationnelle. 
Il a été radié des services le 5 janvier 1939 et utilisé comme cible pour des exercices de tir et de sabotage. Son épave a été utilisée pour bloquer l'entrée du port de Livourne en juillet 1944.